# Regionalbahn Kassel

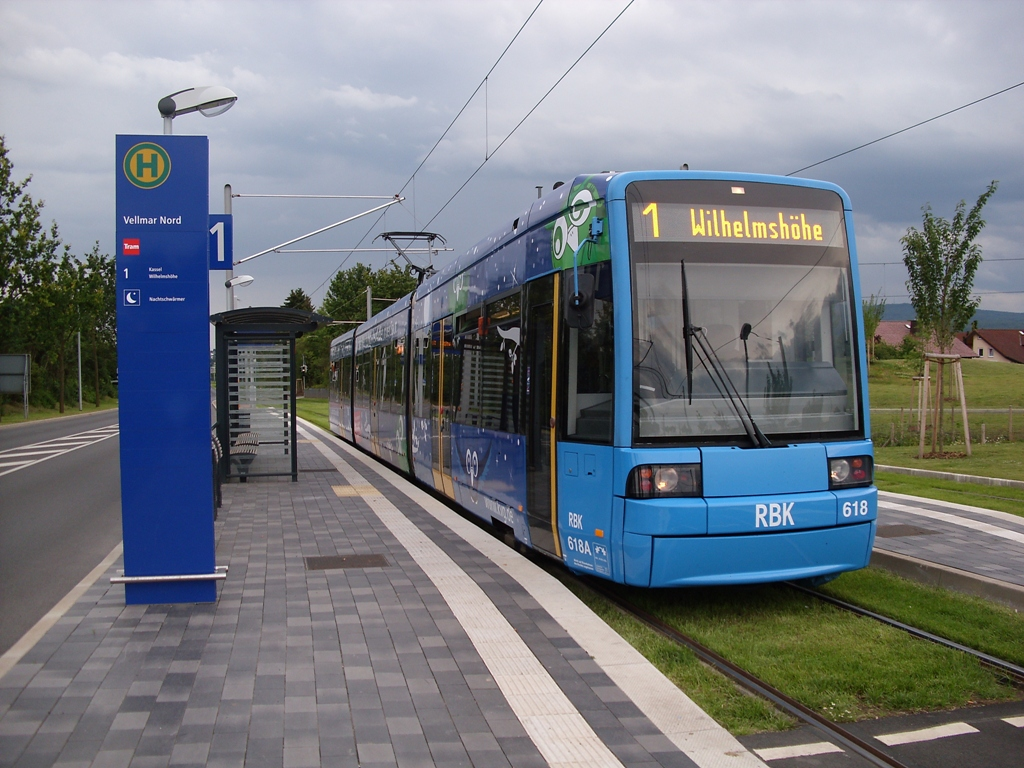
Der RBK gehören 15 der 32 in Kassel eingesetzten Straßenbahnen des Typs 8NGTW (Flexity Classic). Hier Wagen 618 in Vellmar.

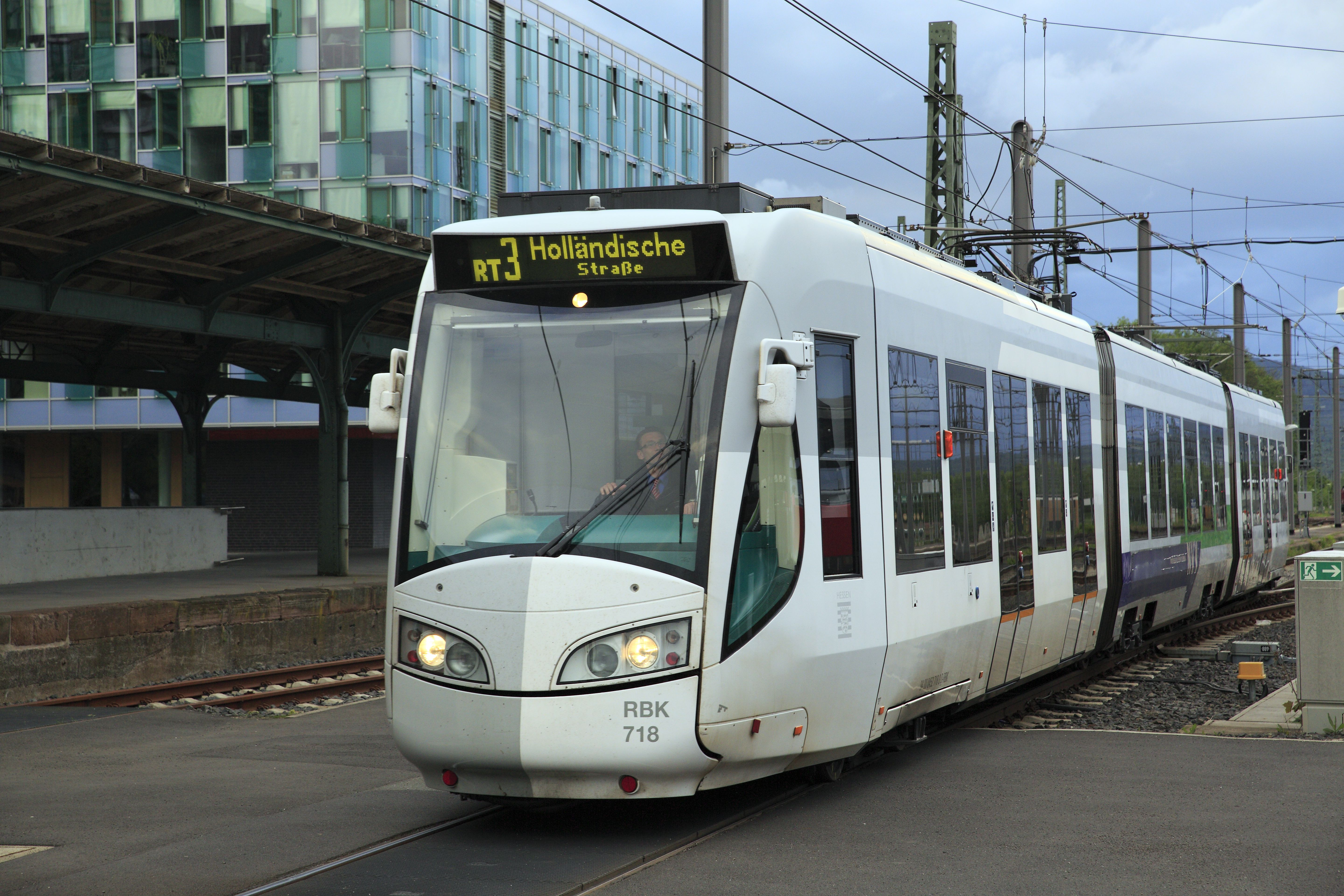
Die Triebwagen der RegioTram gehören ebenfalls der RBK, werden aber von der RegioTram GmbH eingesetzt. Hier Wagen 718 im Hauptbahnhof Kassel

Die Regionalbahn Kassel GmbH (RBK) ist ein Schienenverkehrsunternehmen, an dem die Hessische Landesbahn GmbH (HLB) und die Kasseler Verkehrs-Gesellschaft AG (KVG) je zur Hälfte beteiligt sind. Die RBK ist sowohl ein Eisenbahninfrastrukturunternehmen (EIU) als auch ein Eisenbahnverkehrsunternehmen (EVU). Ihr gehören 15 der 32 im Kasseler Straßenbahnnetz eingesetzten Fahrzeuge des Typs 8NGTW (Flexity Classic) und alle 28 Triebwagen des Typs Alstom RegioCitadis der RegioTram Kassel. Letztere werden aber nicht von der RBK selbst, sondern von der RegioTram Gesellschaft mbH (RTG) – dem EVU, das die RegioTram seit 9. Dezember 2013 betreibt – eingesetzt.

## Straßenbahn nach Baunatal

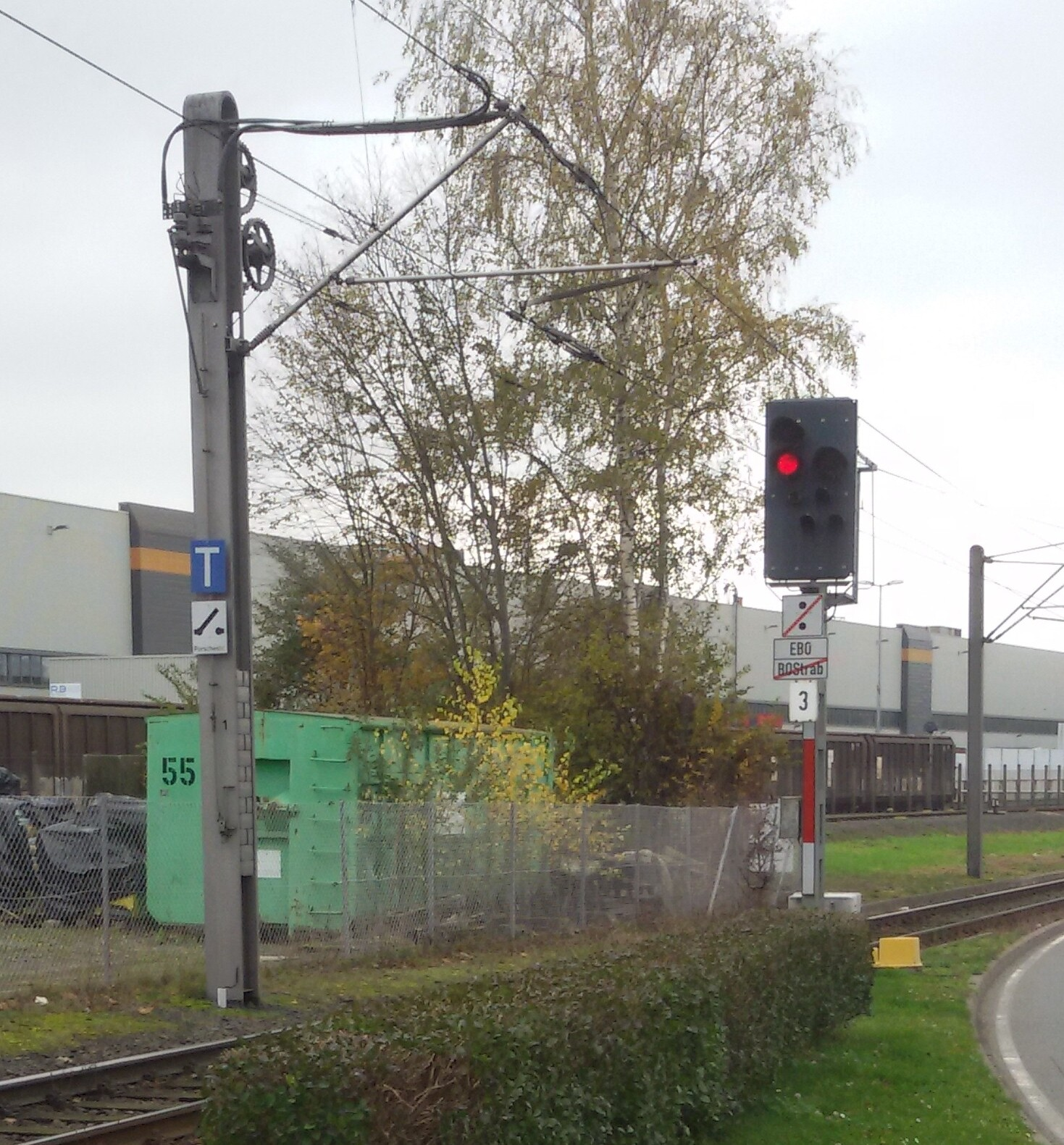
Hinter der Haltestelle VW-Werk befahren Kasseler Straßenbahnen die Bahnstrecke Kassel–Naumburg verbunden mit dem Systemwechsel BOStrab zu EBO im Betrieb (erkennbar durch ein Schild an der Signalanlage)

Die RBK wurde am 28. März 1990 – zunächst unter dem Namen Verkehrsunternehmergemeinschaft Baunatal GmbH – gegründet mit dem Ziel, auf der Bahnstrecke Kassel–Naumburg bis zum Bahnhof Baunatal-Großenritte wieder Personenverkehr zu betreiben und diesen mit dem Kasseler Straßenbahnnetz zu verbinden. Am 28. Mai 1995 wurde der Betrieb mit Fahrzeugen beider Gesellschafter aufgenommen. Heute verkehrt hier die Straßenbahnlinie 5 und zusätzlich im Schülerverkehr die Linie 2. Die KVG erbringt auf diesen Linien die Verkehrsleistungen als EVU allein, die Fahrzeuge werden jedoch von der RBK gestellt.

## Straßenbahn nach Hessisch Lichtenau
Die Bahnstrecke Kassel–Waldkappel, auf der die Deutsche Bundesbahn den Personenverkehr 1985 eingestellte, wurde ab 1997 sukzessive ausgebaut, insbesondere für den Betrieb mit „echten“ Straßenbahnen mit 600 Volt Gleichspannung elektrifiziert. Mit der näher an die Ortsmitte von Oberkaufungen heranführenden Schleife und dem Abzweig zur Endhaltestelle in der Innenstadt von Hessisch Lichtenau wurden auch Streckenabschnitte neu gebaut. Die RBK betreibt seitdem die Bahnanlagen der Strecke im Lossetal als EIU und erbringt ebenso die Verkehrsleistungen auf der Straßenbahnlinie 4 seit 10. Juni 2001 bis Helsa und seit Januar 2006 weiter bis Hessisch Lichtenau als EVU. Im Jahr 2006 und bis Juli 2007 verkehrten hier auch E/D-Wagen der RegioTram, mit denen Express-Fahrten, unter anderem durch Verbleib auf dem nicht elektrifizierten Abschnitt in Kaufungen, durchgeführt wurden.

## Frühere Beteiligungen
Die RBK war mit 49 Prozent an der RegioTram Betriebsgesellschaft mbH (RTB) – einem Joint Venture mit der DB Regio Hessen – beteiligt. Die RTB wurde 2007 gegründet, betrieb als EVU und Vorgängerin der RegioTram Gesellschaft mbH (RTG) die RegioTram Kassel und wurde am 20. Dezember 2013 liquidiert.